# Carlos de Lacerda
Carlos de Lacerda (Espanha, 1327 - l'Aigle, França, 8 de janeiro de 1354) foi um nobre espanhol, e Conde de Angolema, (França), e também condestável do mesmo país, foi tido como o favorito do rei D. João II de França. Morreu assassinado a mando do rei Carlos II de Navarra.

## Relações Familiares
Foi filho de Afonso de Lacerda, (1289 - 5 de abril de 1327), e senhor de Lunel, e de Isabel d` Antoing, nascida em 1325 e senhora d`Epinoy.
Casou em 1351 com D. Margarida de Châtillon, nascida em 1339, de quem não teve descendência.
De uma relação extra casamento e de uma senhora cuja história não regista o nome teve dois filhos:
1. N de Lacerda;
2. N… de Lacerda, nascida me 1345 e casada com Diogo Nunes de Serpa (1330 -?) filho de Nuno de Serpa (1300 -?).